# Zhuxi Yang
Zhuxi Yang är en sjö i Kina. Den ligger i provinsen Zhejiang, i den östra delen av landet, omkring 39 kilometer norr om provinshuvudstaden Hangzhou. Zhuxi Yang ligger 1 meter över havet. Arean är 1,2 kvadratkilometer. Trakten runt Zhuxi Yang består till största delen av jordbruksmark. Den sträcker sig 1,4 kilometer i nord-sydlig riktning, och 2,0 kilometer i öst-västlig riktning.
Genomsnittlig årsnederbörd är 1 675 millimeter. Den regnigaste månaden är juni, med i genomsnitt 253 mm nederbörd, och den torraste är november, med 62 mm nederbörd.